# Altefeld
Altefeld ist ein Ortsteil der Gemeinde Herleshausen im nordhessischen Werra-Meißner-Kreis.

## Geschichte

### Ortsgeschichte
Das Dorf wurde im Jahre 1326 erstmals urkundlich erwähnt, als Ludwig von Baumbach hersfeldischen Lehnsbesitz im Ort innehatte. Der Ort kam 1432 mit dem Fürstentum Hersfeld an die Landgrafschaft Hessen und war von 1545 bis 1824 hessischen Lehen der Familie Treusch von Buttlar. Verwaltungsmäßig gehörte der Ort ab 1585 zum landgräflichen Amt Sontra, ab 1818 zum Justizamt Netra und ab 1821 zum Landkreis Eschwege.
Wesentlich geprägt wurde der Ort ab 1913 durch die Einrichtung des Hauptgestüts Altefeld, dessen Anlagen weitläufig über die Ortslage verteilt sind und bis heute das Ortsbild dominieren. Mit dem Gestüt erhielt der Ort unter anderem eine eigene Schule und eine Gemeindeschwester. Für die Stromversorgung von Ort und Gestüt wurde in den 1910er Jahren eine Wasserkraftturbine am Ölbach in Betrieb genommen.
Am 10. November 1963 wurde der Grundstein zur evangelischen Kirche gelegt, in der am 3. Advent 1964 der erste Gottesdienst gefeiert werden konnte. Der Entwurf stammt von Dipl.-Ing. Roesler, Kassel; der Neubau stand unter der Bauleitung von Architekt Klebe, Eschwege. Bemerkenswert ist die bauzeitliche Glasmalerei im Rundfenster über dem Altar, die den Christus als Weltenrichter auf einem Regenbogen sitzend vor der Mandorla zeigt; entworfen wurde es von Gerhard Olbrich, damals in Bremerhaven-Lehe ansässig. Die beiden Glocken im Glockenträger neben der Kirche wurden im Januar 1965 von der Gießerei Schilling in Heidelberg gegossen. 1988 wurde die Kirche renoviert.
Zum 1. Dezember 1970 erfolgte im Zuge der Gebietsreform in Hessen der freiwillige Zusammenschluss der bis dahin selbständigen Gemeinden Altefeld, Archfeld, Breitzbach, Herleshausen (mit Frauenborn), Holzhausen, Markershausen, Nesselröden, Unhausen, Willershausen und Wommen zur Großgemeinde Herleshausen. Für die eingliederten Gemeinden und Herleshausen mit Frauenborn wurde je ein Ortsbezirk mit Ortsbeirat und Ortsvorsteher nach der Hessischen Gemeindeordnung gebildet.

### Verwaltungsgeschichte im Überblick
Die folgende Liste zeigt die Staaten und Verwaltungseinheiten, denen Altefeld angehört(e):
- vor 1567: Heiliges Römisches Reich, Landgrafschaft Hessen, Amt Sontra
- ab 1654: Heiliges Römisches Reich, Landgrafschaft Hessen-Kassel, Amt Sontra
- ab 1806: Landgrafschaft Hessen-Kassel, Amt Sontra
- 1807–1813: Königreich Westphalen, Departement der Werra, Distrikt Eschwege, Kanton Netra
- ab 1815: Kurfürstentum Hessen, Amt Sontra[10]
- ab 1818: Kurfürstentum Hessen, Amt Netra[11]
- ab 1821/22: Kurfürstentum Hessen, Provinz Niederhessen, Kreis Eschwege[12][Anm. 2]
- ab 1848: Kurfürstentum Hessen, Bezirk Eschwege
- ab 1851: Kurfürstentum Hessen, Provinz Niederhessen, Kreis Eschwege
- ab 1867: Königreich Preußen, Provinz Hessen-Nassau, Regierungsbezirk Kassel, Kreis Eschwege
- ab 1871: Deutsches Reich,  Königreich Preußen, Provinz Hessen-Nassau, Regierungsbezirk Kassel, Kreis Eschwege
- ab 1918: Deutsches Reich, Freistaat Preußen, Provinz Hessen-Nassau, Regierungsbezirk Kassel, Kreis Eschwege
- ab 1944: Deutsches Reich, Freistaat Preußen, Provinz Kurhessen, Landkreis Eschwege
- ab 1945: Deutsches Reich, Amerikanische Besatzungszone, Groß-Hessen, Regierungsbezirk Kassel, Landkreis Eschwege
- ab 1946: Deutsches Reich, Amerikanische Besatzungszone, Hessen, Regierungsbezirk Kassel, Landkreis Eschwege
- ab 1949: Bundesrepublik Deutschland, Hessen, Regierungsbezirk Kassel, Landkreis Eschwege
- ab 1970: Bundesrepublik Deutschland, Hessen, Regierungsbezirk Kassel, Landkreis Eschwege, Gemeinde Herleshausen
- ab 1974: Bundesrepublik Deutschland, Hessen, Regierungsbezirk Kassel, Werra-Meißner-Kreis, Gemeinde Herleshausen

## Bevölkerung

### Einwohnerentwicklung
| Quelle: Historisches Ortslexikon |                                                                             |
| • 1585:                          | Hof mit einer Haushaltung                                                   |
| • 1895:                          | 11 Häuser mit 68 Bewohnern                                                  |
| • 1961:                          | 272 Einwohner, davon 210 evangelisch (= 77,21 %), 62 katholisch (= 22,79 %) |

| Altefeld: Einwohnerzahlen von 1895 bis 2011 | Altefeld: Einwohnerzahlen von 1895 bis 2011 | Altefeld: Einwohnerzahlen von 1895 bis 2011 | Altefeld: Einwohnerzahlen von 1895 bis 2011 | Altefeld: Einwohnerzahlen von 1895 bis 2011 |
| ------------------------------------------- | ------------------------------------------- | ------------------------------------------- | ------------------------------------------- | ------------------------------------------- |
| Jahr                                        |                                             |                                             |                                             | Einwohner                                   |
| 1895                                        | 1895                                        |                                             | 69                                          | 69                                          |
| 1939                                        | 1939                                        |                                             | 312                                         | 312                                         |
| 1946                                        | 1946                                        |                                             | 452                                         | 452                                         |
| 1950                                        | 1950                                        |                                             | 447                                         | 447                                         |
| 1956                                        | 1956                                        |                                             | 291                                         | 291                                         |
| 1967                                        | 1967                                        |                                             | 204                                         | 204                                         |
| 1970                                        | 1970                                        |                                             | 202                                         | 202                                         |
| 1987                                        | 1987                                        |                                             | 172                                         | 172                                         |
| 2011                                        | 2011                                        |                                             | 198                                         | 198                                         |
| Quelle(n): LAGIS; Zensus 2011               |                                             |                                             |                                             |                                             |

### Einwohnerstruktur 2011
Nach den Erhebungen des Zensus 2011 lebten am Stichtag dem 9. Mai 2011 in Altefeld 198 Einwohner. Darunter waren 3 (1,5 %) Ausländer.
Nach dem Lebensalter waren 12 Einwohner unter 18 Jahren, 60 zwischen 18 und 49, 42 zwischen 50 und 64 und 87 Einwohner waren älter. Die Einwohner lebten in 72 Haushalten. Davon waren 21 Singlehaushalte, 21 Paare ohne Kinder und 21 Paare mit Kindern, sowie 6 Alleinerziehende und keine Wohngemeinschaften. In 15 Haushalten lebten ausschließlich Senioren und in 39 Haushaltungen lebten keine Senioren.

## Gestüt
1913 ließ der Oberlandstallmeister der preußischen Gestütsverwaltung, Burchard von Oettingen, in Altefeld ein Hauptgestüt errichten. Heute ist das Hauptgestüt Altefeld in Privatbesitz.

## Galerie

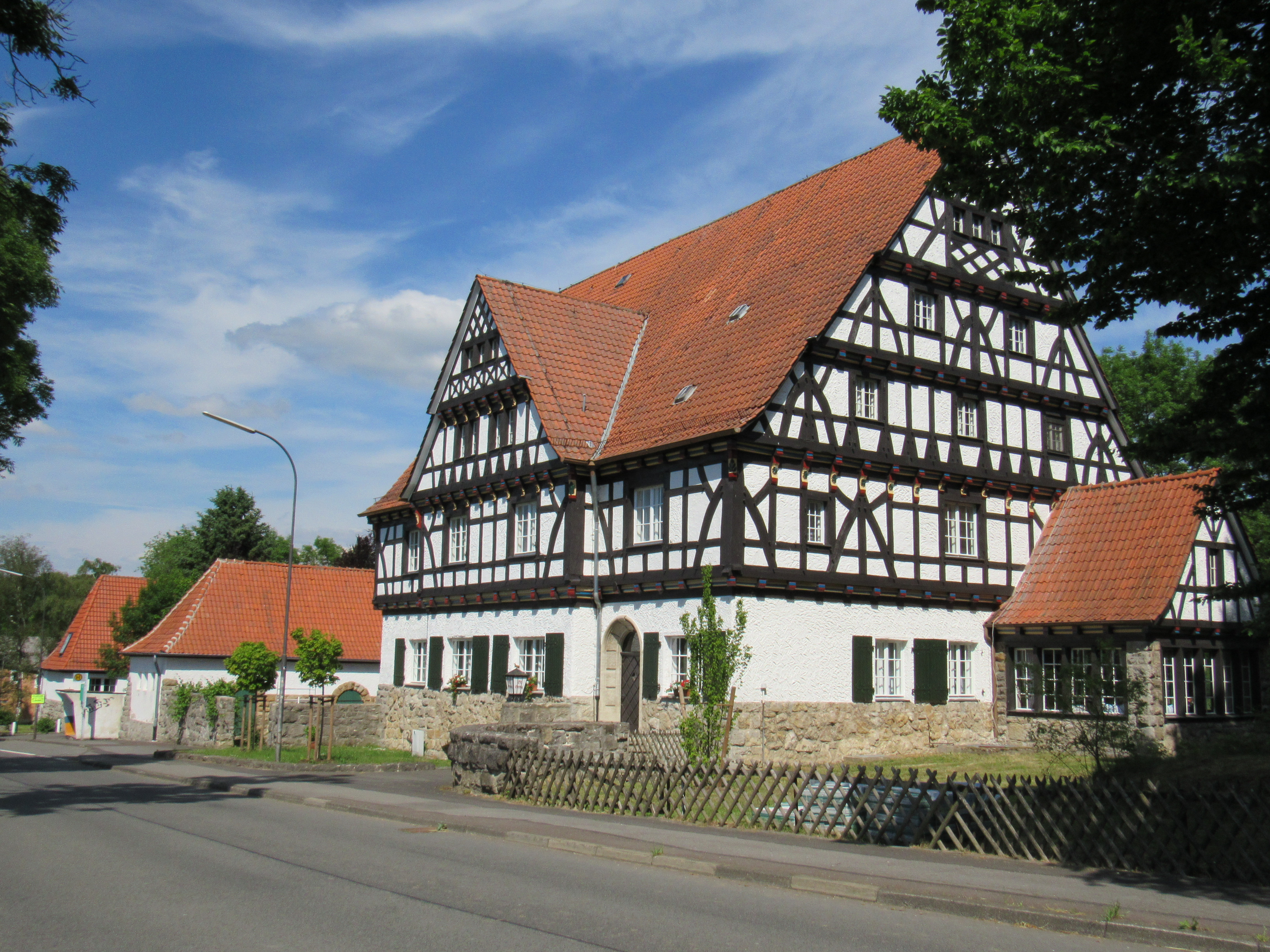
Fachwerkarchitektur im Ort
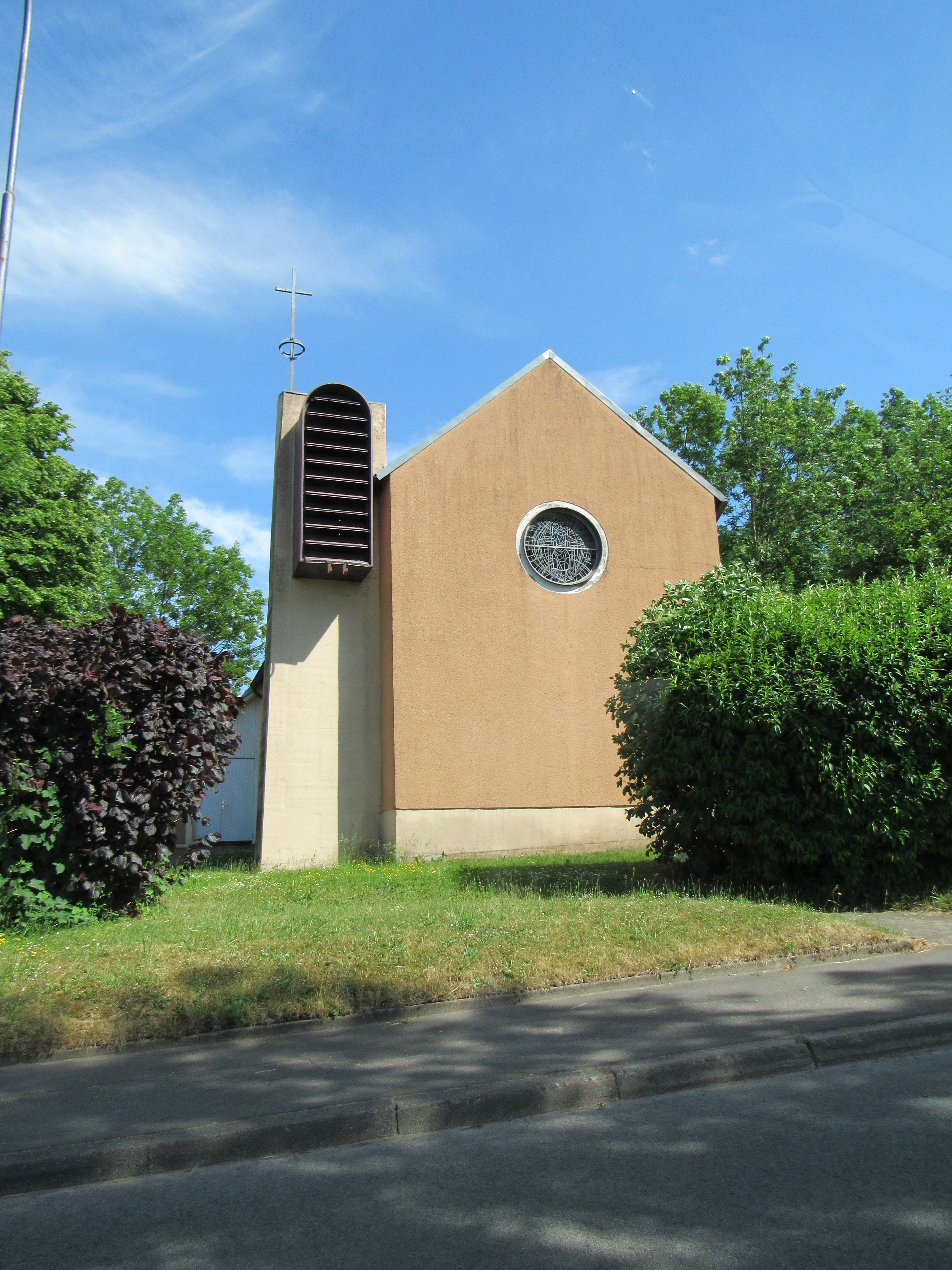
Evangelische Kirche
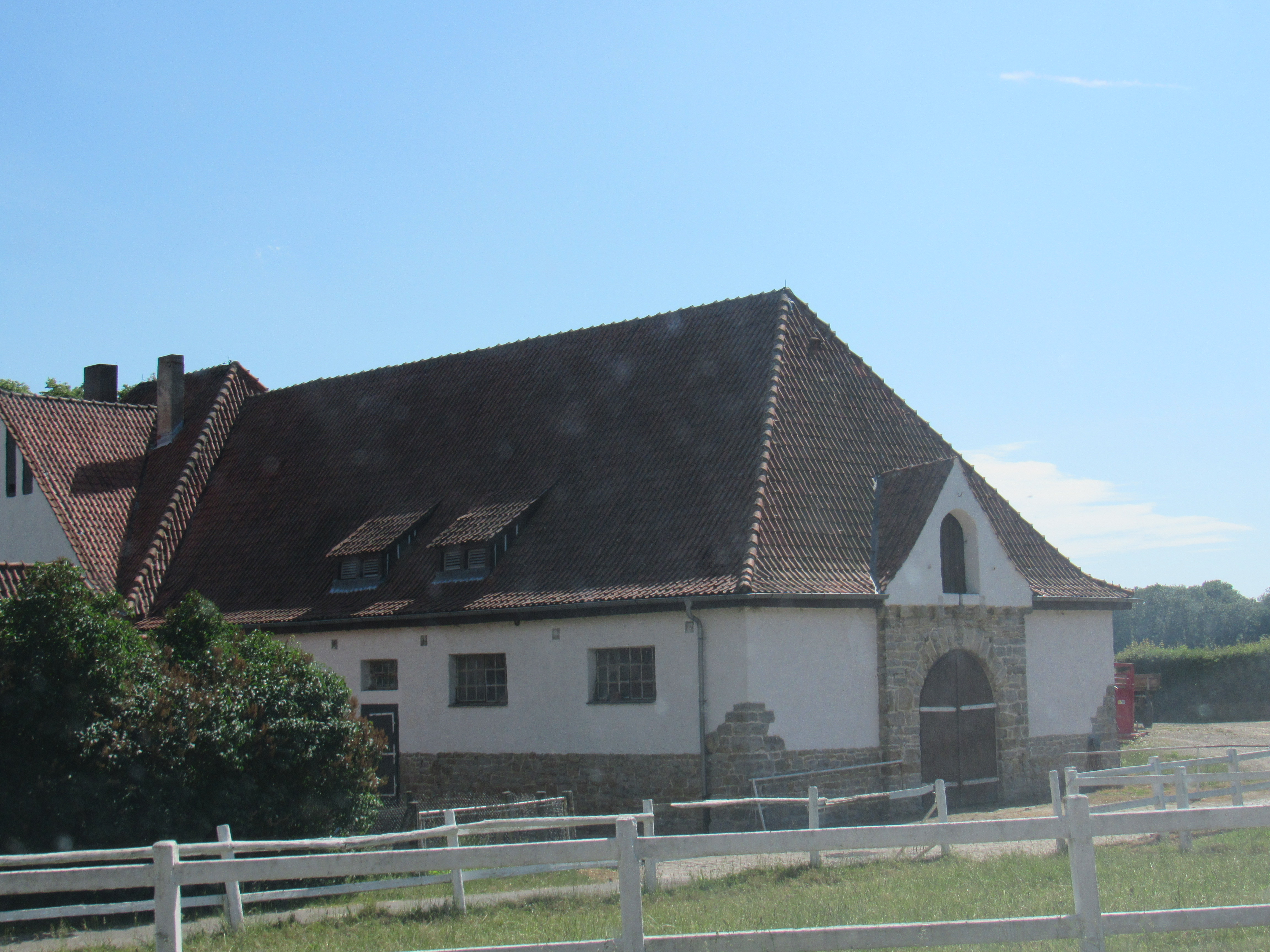
Ein Stall des Hauptgestüts

## Politik
Ortsvorsteher ist Gerhard Danzl.

## Infrastruktur
- Im Ort gibt es eine evangelische Kirche, eine katholische Kirche und eine Arztpraxis im ehemaligen Dorfgemeinschaftshaus[15].
- Durch den Ort verläuft die Landesstraße 3247.